# Nandiala
Nandiala är en ort i Burkina Faso.   Den ligger i regionen Centre-Ouest, i den centrala delen av landet, 70 km väster om huvudstaden Ouagadougou. Nandiala ligger 311 meter över havet och antalet invånare är 10 711.
Terrängen runt Nandiala är platt, och sluttar västerut. Nandiala är det största samhället i trakten.
Omgivningarna runt Nandiala är en mosaik av jordbruksmark och naturlig växtlighet. Runt Nandiala är det ganska tätbefolkat, med 116 invånare per kvadratkilometer.